# La Prisonnière (film, 1985)
Pour les articles homonymes, voir La Prisonnière.
Pour plus de détails, voir Fiche technique et Distribution.
La Prisonnière est un court métrage d'animation fantastique français réalisé par René Laloux et Philippe Caza en 1985, sur des dessins de Caza.

## Synopsis
Une voix off accompagne le début du film, en expliquant que deux enfants, un garçon et une fille, ont fui leur pays et parviennent dans une cité dont tous les habitants sont des gardiens du silence. La suite du film ne comprend aucun dialogue. Les enfants sont contraints de se taire et doivent porter des bouchons d'oreilles. De temps à autre, ils parviennent à échapper à la surveillance de leurs gardiens et à aller sur les remparts pour écouter le bruit de la mer. Un jour, les pêcheurs capturent une baleine qu'ils traînent jusque dans la cour du château. La nuit venue, des femmes en sortent. Elles font déferler l'océan sur le château, dont elles ont ouvert la porte, et le château est englouti. Les enfants échappent à l'engloutissement et s'éloignent sur un navire.

## Fiche technique
- Titre : La Prisonnière
- Réalisation : René Laloux et Philippe Caza[1]
- Scénario : Philippe Caza, d'après sa bande dessinée Équinoxe
- Musique : Gabriel Yared
- Direction artistique : René Laloux
- Dessins originaux : Philippe Caza
- Techniciens du son : Nery Catineau (bruitage), Georges Rodi (réalisation sonore)
- Associé producteur : Gert K. Muentefering
- Producteur exécutif : Evelyne Toledano
- Sociétés de production : Revcom Télévision, Westdeutscher Rundfunk (WDR), FR3, La Sept, avec la participation du CNC
- Pays :  France
- Durée : 7 minutes
- Format : couleur
- Date de sortie : 1985[2]

## Autour du film
René Laloux, Gabriel Yared et Philippe Caza disent avoir été déçus par le court métrage une fois terminé. René Laloux juge que si les dessins respectent bien l'univers visuel de Caza, l'animation et la mise en scène sont mauvaises, et il estime avoir « tué le film en étant trop peu présent sur l'animation ».

## Diffusion
Le court métrage est diffusé pour la première fois dans le magazine télévisé De l'autre côté, créé par Laloux et par le producteur Michel Noll en 1984, et qui regroupait des courts métrages animés relevant du fantastique ou de la science-fiction.

## Disponibilité en vidéo
Le court métrage fait partie des compléments du DVD du long métrage de René Laloux Gandahar, édité par Argos Films et Arte Video en 2006.